# محور 30 يونيو
محور 30 يونيو طرق حر وأحد الطرق الرئيسية في جمهورية مصر العربية، يربط بين مدينة بورسعيد ومدينة السويس بطول 194 كم بموازاة قناة السويس، وتديره الشركة الوطنية لإنشاء وتنمية الطرق، بدأ إنشاءه في فبراير 2015 وافتتح في نوفمبر 2019 بتكلفة 5.212 مليار جنيه، تبلغ سعة الطريق في الاتجاه الواحد ثلاثة حارات مرورية مخصصة للسيارات وحارتين مروريتين مخصصتين للنقل الثقيل بإجمالي عرض 80 متر.
يبدأ الطريق شمالاً من التقاطع مع الطريق الساحلي الدولي داخل نطاق محافظة بورسعيد ويمتد جنوباً حتى التقاطع مع طريق القاهرة - العين السخنة وطريق هضبة الجلالة، يمر الطريق على محافظة الإسماعيلية، ويشتمل المحور على 17 كوبري و 16 نفقًا، كما يتقاطع الطريق مع طريق القاهرة - السويس الصحراوي. ويضم الطريق العديد من الأراضي الزراعية والمزارع السمكية.